# Borja Ortiz de Gondra
Borja Ortiz de Gondra (Bilbao, 12 de mayo de 1965) es un escritor español de narrativa y teatro. En 2018 recibió el Premio Max de Mejor Autoría Teatral por Los Gondra (una historia vasca) y el Premio Lope de Vega por Los otros Gondra (relato vasco). Ha sido finalista del Premio Nacional de Literatura Dramática en tres ocasiones: con Duda razonable (2013), El Barbero de Picasso (2014) y Los últimos Gondra (memorias vascas) (2022).

## Biografía
Se licenció en Derecho en la Universidad de Deusto (Bilbao) y en Dirección Escénica en la Real Escuela Superior de Arte Dramático (Madrid). Realizó además estudios de traducción en diversas instituciones.

## Trayectoria
Después de residir durante 5 años en París, donde trabajó como ayudante de dirección entre otros teatros, en la Comédie Française, el Théâtre de l´Odéon y el Théâtre de la Colline, en 1995 regresó a España, donde ese mismo año obtuvo el Premio Marqués de Bradomín por su obra Dedos (vodevil negro). En 1999, fue estrenada en el Centro Dramático Nacional con dirección de Eduardo Vasco.
En 1997, obtuvo el Premio Nacional de Teatro Calderón de la Barca del Ministerio de Cultura por su obra Mane, Thecel, Phares. Desde entonces, trabaja habitualmente en teatros españoles, bien estrenando obras originales o haciendo adaptaciones de los idiomas de los que traduce (francés e inglés). Ha colaborado, entre otros, con los siguientes directores de escena: Juan José Afonso, José Bornás, Juan Diego Botto, Jaime Chávarri, Ricardo Iniesta y la compañía Atalaya, Josep Maria Mestres, Lluís Pasqual, Rosario Ruiz Rodgers, Alejandro Tantanian, Eduardo Vasco y Javier Yagüe.
De 2004 a 2007 residió en la ciudad de Nueva York, donde sigue pasando largas temporadas.
En 2018 recibió el Premio Max de Mejor Autoría Teatral por Los Gondra (una historia vasca) y el Premio Lope de Vega por Los otros Gondra (relato vasco)
En 2021 publicó la novela Nunca serás un verdadero Gondra. Se trata de una obra de autoficción en la que el lector asiste a la escritura, por parte del alter ego del autor, de otra novela: Nunca serás un verdadero Arsuaga. Borja Ortiz de Gondra explora aquí el procedimiento literario de mise en abyme, imbricando una narración dentro de otra narración.
En 2022 fue escritor residente en la Santa Maddalena Foundation (The Gregor von Rezzori and Beatrice Monti della Corte Retreat for Writers).
Sus obras teatrales han sido traducidas al alemán, checo, finés, francés, inglés, italiano, portugués y rumano y se han representado en Argentina, Francia, España y México.

## Obras

### Novelas
- Nunca serás un verdadero Gondra, Literatura Random House, 2021

### Textos teatrales originales
- ¿Dos?
- Metropolitano
- Dedos (vodevil negro)
- Mane, Thecel, Phares
- Herida en la voz
- Hacia el olvido (Exiliadas)
- Mujeres: tomas
- Perro del mejor amo
- Del otro lado
- Tu imagen sola (en colaboración con Pablo Iglesias Simón)
- Miguel de Molina, la copla quebrada
- Memento mori
- Duda razonable
- Calpurnia (Sueño, premonición y muerte)
- Nada tras la puerta (en colaboración con Juan Cavestany, José Manuel Mora, Yolanda Pallín, Laila Ripoll)
- El Barbero de Picasso
- Los Gondra (una historia vasca)
- Los otros Gondra (relato vasco)
- Los últimos Gondra (memorias vascas)

### Traducciones, adaptaciones y dramaturgias
- Desaparecida (Disappeared), de Phyllis Nagy
- Zoo nocturno (Zoo de nuit), de Michel Azama
- El huésped se divierte (Entertaining Mr. Sloane), de Joe Orton
- El fetichista (Le fétichiste), de Michel Tournier
- Las memorias de Sarah Bernhardt (Memoir), de John Murrell
- Cruel y tierno (Cruel and tender), de Martin Crimp
- Hamlet, de William Shakespeare (dramaturgia a partir de la traducción de Leandro Fernández de Moratín)
- Algo más inesperado que la muerte (adaptación de la novela homónima de Elvira Lindo, en colaboración con ella)
- Largo viaje del día hacia la noche (Long day's journey into night) Largo viaje hacia la noche de Eugene O'Neill
- La tristeza de los ogros  (Le chagrin des ogres) de Fabrice Murgia
- El burlador de Sevilla, de Tirso de Molina
- Giselle, dramaturgia a partir del libreto original de Jules-Henri Vernoy de Saint-Georges y Théophile Gautier

## Premios
- Premio Max de Mejor Autoría Teatral 2018 por Los Gondra (una historia vasca)
- Premio Lope de Vega 2017 por Los otros Gondra (relato vasco)
- Premio Aixe Getxo de Literatura 2017 por el conjunto de su obra dramática, otorgado por el Ayuntamiento de Getxo
- Finalista del Premio Nacional de Literatura Dramática 2014 por la obra El barbero de Picasso
- Finalista del Premio Nacional de Literatura Dramática 2013 por la obra Duda razonable
- Premio Arniches 2003 (Ayuntamiento de Alicante) por la obra Tu imagen sola (escrita en colaboración con Pablo Iglesias Simón)
- Premio Nacional de Teatro Calderón de la Barca 1997 (Ministerio de Cultura) por la obra Mane, Thecel, Phares
- Premio Marqués de Bradomín 1995 (INJUVE, Ministerio de Asuntos Sociales) por la obra Dedos (vodevil negro)